# Lhasa de Sela
Lhasa de Sela (Big Indian, 27 de septiembre de 1972-Montreal, 1 de enero de 2010) fue una cantante mexicano-estadounidense que cantaba en español, inglés y francés. Su estilo combinaba la música tradicional mexicana con el klezmer y el rock.

## Biografía
Su padre, Alex Sela, mexicano, es escritor y profesor de español. Su madre, Alexandra Karames, estadounidense, es fotógrafa. Viajó de niña por distintos lugares de Norteamérica y a los 13 años ya cantaba en cafés de San Francisco.
Teniendo 19 años se trasladó a Montreal y conoció a Yves Desrosiers, con quien publicó en 1997 su primer álbum, La Llorona, del que se vendieron más de 400 000 copias en Francia y Canadá.
Más tarde, participó en Europa en el circo contemporáneo Pocheros, en el que trabajó con sus hermanas. Después se radicó en Marsella, donde compuso gran parte de su segundo álbum. De vuelta en Montreal en 2002, se asoció al percusionista François Lalonde y al pianista Jean Massicotte, que arreglaron y coprodujeron The Living Road. En diciembre de 2007, volvió a los estudios para grabar su tercer álbum, Lhasa, publicado en abril de 2009, esta vez grabado en inglés.
Falleció el 1 de enero de 2010, víctima de cáncer de mama, a los 37 años.

## Premios
En Canadá, el disco, La Llorona, le proporcionó el galardón artístico más prestigioso de Québec, el Premio Félix, y en 1998 consiguió el premio Juno al Mejor Artista Mundial.
En 2005, Lhasa de Sela fue galardonada como mejor artista de las Américas en los Awards for World Music de la BBC.

## Discografía
- 1997: La llorona
- 2003: The Living Road
- 2009: Lhasa
- 2017: Lhasa Live In Reykjavik